# Terminal Tower (Cleveland)

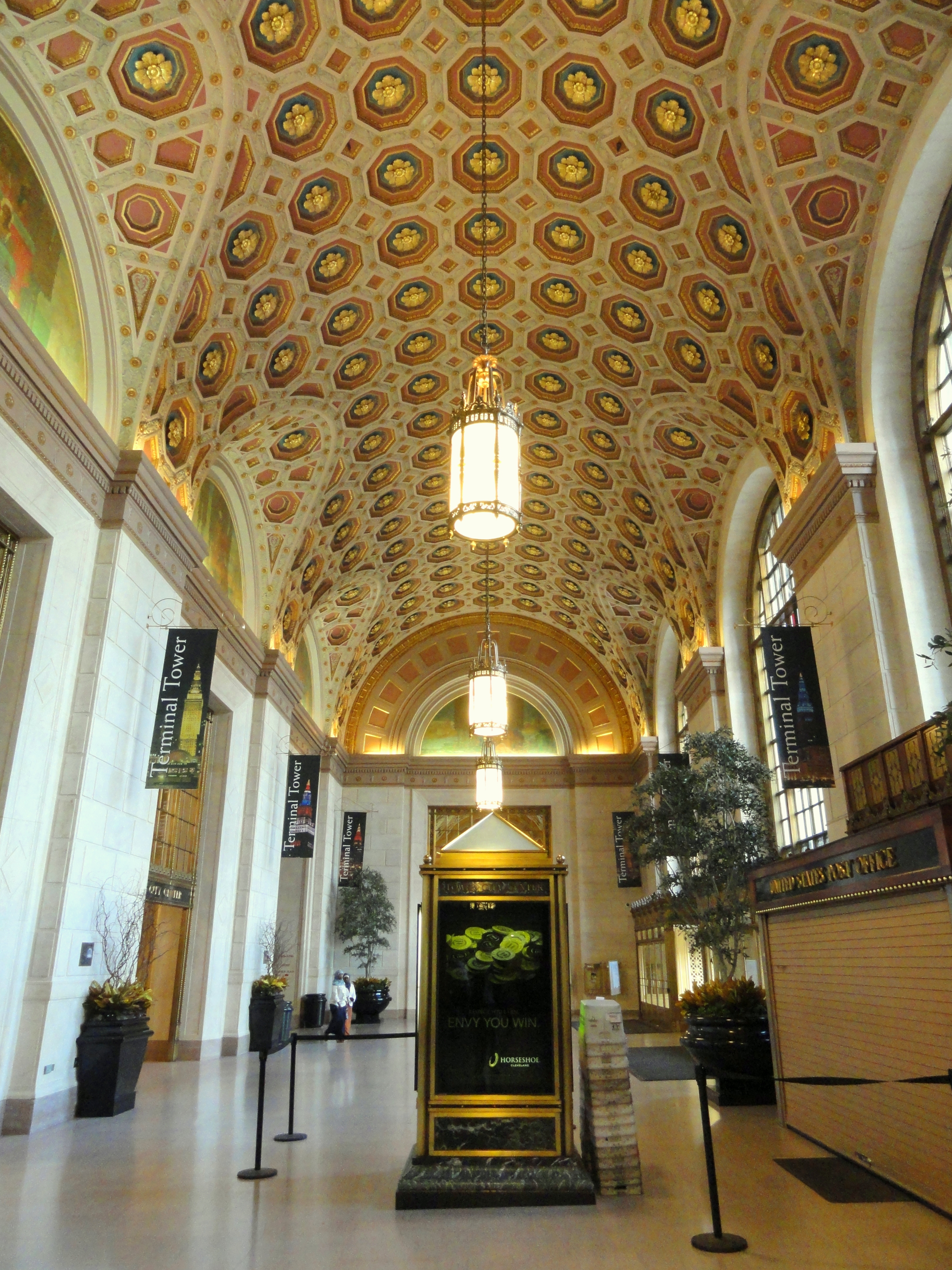
Hall del Terminal Tower

Terminal Tower è un grattacielo situato nel centro di Cleveland, Ohio, Stati Uniti. Costruito durante il boom dei grattacieli degli anni '20 e '30, era il secondo edificio più alto del mondo quando fu completato. Terminal Tower fu l'edificio più alto del Nord America fuori New York City dal suo completamento nel 1930 fino al 1964. Fu l'edificio più alto nello stato dell'Ohio fino al completamento della Key Tower nel 1991, e rimane il secondo edificio più alto dello stato.

## Caratteristiche
La torre, di proprietà di Forest City Realty Trust dal 1983, è stata acquistata da K&D Management, LLC di Cleveland il 15 settembre 2016 per $ 38,5 milioni. K&D prevede di aggiungere un elemento ad uso misto all'edificio, convertendo 12 dei piani inferiori e più grandi in uso residenziale, con 293 appartamenti con una o due camere da letto. Molti vecchi edifici per uffici nel centro di Cleveland stanno subendo conversioni simili. Il più grande proprietario / gestore privato di condomini nell'area, K&D manterrà i piani superiori dell'edificio come spazi per uffici. Questo ampliamento dovrebbe terminare nel 2020
Costruito per $ 179 milioni dai fratelli Van Sweringen, la torre doveva servire da edificio per uffici alla nuova stazione ferroviaria della città, il Cleveland Union Terminal . Inizialmente previsto con14 piani, la struttura è stata ampliata a 52 piani con un'altezza di 216 metri 85 dei quali sono di basamento. Progettata dalla ditta Graham, Anderson, Probst &amp; White, la torre fu modellata sul Beaux-Arts da McKim, Mead e White, ed è esteticamente è molto simile al New York Municipal Building. La Terminal Tower fu inaugurata nel 1928, anche se il complesso non fu dedicato alla stazione fino al 1930
Rimase l'edificio più alto del mondo fuori New York City fino al completamento dell'edificio principale dell'Università statale di Mosca nel 1953; era l'edificio più alto del Nord America fuori New York fino a quando il Prudential Center di Boston, nel Massachusetts, fu completato, nel 1964.
Tra la fine degli anni '60 e gli anni '80, la stazione radio WCLV-FM (la stazione delle belle arti di Cleveland) gestiva studi al 15 ° piano. Il trasmettitore era al 43 ° piano con una linea di trasmissione che correva verso l'esterno dell'edificio verso il gruppo dell'antenna attaccato al pennone in cima all'edificio. Nella minuscola cupola, che è tecnicamente al 52 ° piano, c'erano attrezzature per i riscaldatori d'antenna e un piccolo telefono.
Negli anni '80, gli sviluppatori cercarono l'approvazione per rendere il loro BP Building più alto della Terminal Tower, ma i funzionari della città li costrinsero a ridimensionarlo. La Terminal Tower rimase l'edificio più alto dell'Ohio fino al completamento del 1991 del Society Center, ora Key Tower.

### Ponte di osservazione
In una giornata limpida, i visitatori sul ponte di osservazione possono vedere in lontananza fino a 30 miglia (48 km) dal centro di Cleveland.
Il 26 agosto 1976, l'uomo armato Ashby Leach prese d'assalto una sala conferenze del Chessie System al 42 ° piano. Leach, scontento della decisione di Chessie System di non versare un fondo per la GI GI che avrebbe aumentato i suoi stipendi e benefici durante il suo apprendistato con la compagnia, tenne 13 ostaggi prima del suo arresto.  Fu incarcerato per tre mesi in attesa di processo, quindi fu assolto per rapimento e condannato per aggressione, estorsione e trasporto di un'arma illegale. Dopo la sua uscita, ha intrapreso un tour di lingua per il gruppo Vietnam Veterans Against the War .  Dopo l'incidente in ostaggio, è stato rimosso l'accesso diretto al piano. Il ponte di osservazione è stato riaperto dopo che Chessie ha lasciato l'edificio.
Dopo gli attacchi dell'11 settembre 2001, il ponte di osservazione è stato chiuso al pubblico. Nel 2007 è stata presentata una proposta a Forest City per riaprire il luogo. La proposta prevedeva una ristrutturazione del ponte e l'aggiunta di un ascensore per accompagnare i visitatori. Ciò doveva essere fatto dopo il rinnovamento dei piani superiori e la rimozione delle impalcature. Nel 2010, Forest City Enterprises ha terminato di rinnovare gli ascensori, i piani superiori e la guglia del complesso. Il ponte di osservazione è stato riaperto il 10 luglio 2010 per un periodo limitato, con piani per ampliare l'accesso del pubblico.
Per raggiungere il ponte di osservazione, i visitatori prendono l'ascensore fino al 32 ° piano e poi si trasferiscono in un altro ascensore per raggiungere il 42 ° piano. Prima della sua chiusura originale, il ponte era aperto solo nei fine settimana per impedire interferenze con gli impiegati che lavoravano nell'edificio.

### Illuminazione esterna

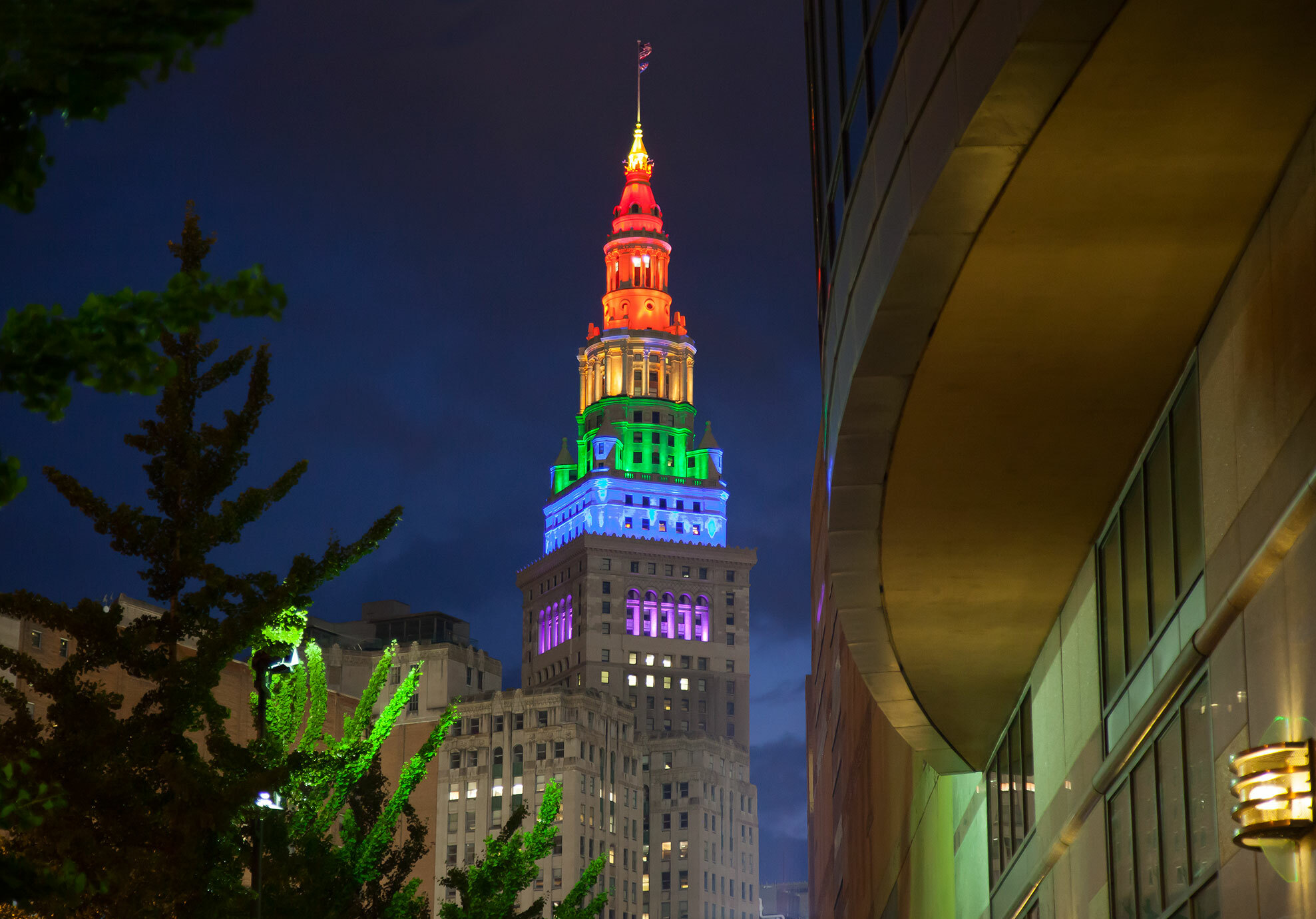
La torre si è illuminata con i colori dell'arcobaleno in onore di Cleveland che ospita i Gay Games 2014 nell'agosto 2014.

La Terminal Tower fu illuminata per la prima volta quando venne aperta nel 1930. Una luce stroboscopica in cima alla torre ruotava di 360 gradi. Questa aiutava le navi nel porto di Cleveland e gli atterraggi dei piloti dell'aereo all'aeroporto internazionale di Cleveland Hopkins.
Oggi invece l'illuminazione è composta da 508 luci a LED che si illuminano di colori differenti a seconda delle festività o delle stagioni.

## Nella cultura di massa
- Ogni anno dal 2003, Terminal Tower ospitata una gara di beneficenza che ha come obbiettivo quello di salire le scale "Tackle the Tower" dal corridoio del centro commerciale Tower City al ponte di osservazione.[11]
- La torre è apparsa nella scena climatica del film Proximity del 2001, con Rob Lowe .
- La torre è presente nei film The Fortune Cookie (1966), The Deer Hunter (1978), A Christmas Story (1983) e Major League (1989).
- Pere Ubu, band di art-punk con sede a Cleveland, intitolò la loro raccolta del 1985 di singoli Terminal Tower .
- La torre può essere vista in alcune scene di Spider-Man 3 (2007) e The Avengers (2012), parti delle quali sono state girate a Cleveland. Lo si vede anche in alcune parti di Welcome to Collinwood (2002) e The Oh in Ohio (2006).
- Il Terminal è visibile in diversi episodi di The Drew Carey Show .
- Terminal Tower compare nei titoli di testa di Hot in Cleveland .
- L'artista grafico Harvey Pekar, scrittore di American Splendor, presentava regolarmente la torre nei suoi fumetti.
- La torre è rappresentata a forma di cartone animato sul logo della flotta di veicoli della compagnia di taxi I Like Cleveland .
- Terminal Tower è stata fotografata numerose volte dalla nota giornalista fotografica Margaret Bourke-White .
- La torre è in primo piano nella linea di abbigliamento Cleveland That I Love .
- Terminal Tower è regolarmente presentato sulla copertina del Cleveland Magazine .
- The Terminal Tower è fortemente presente nel libro del thriller poliziesco Noire del 2017 intitolato The Noir Evil, che racconta gli eventi dell'indagine Cleveland Torso.